# 佩里縣 (密西西比州)
佩里縣（英語：Perry County）是美國密西西比州東南部的一個縣。面積1,684平方公里。根據美國2000年人口普查，共有人口12,138人。縣治新奧古斯塔（New Augusta）。
成立於1820年2月3日。縣名紀念1812年戰爭英雄奧利弗·哈澤德·佩里。